# Nœud lymphatique prélaryngé
Les nœuds lymphatiques prélaryngés (ou ganglions lymphatiques prélaryngés ou ganglions lymphatiques cricoïdiens ou ganglions lymphatiques intercricothyroïdiens) sont des ganglions lymphatiques situés en avant du larynx devant le ligament crico-thyroïdien et entre les deux muscles crico-thyroïdiens.

## Aspect clinique
Un de ces nœuds est le ganglion lymphatique delphien situé au-dessus de l'isthme de la glande thyroïde, qui peut être retiré lors d'une thyroïdectomie en tant que ganglion lymphatique sentinelle permettant de diagnostiquer les risques de propagation d'un cancer.